# Castela leonis
Castela leonis är en bittervedsväxtart som beskrevs av Acuna & Roig. Castela leonis ingår i släktet Castela och familjen bittervedsväxter. Inga underarter finns listade i Catalogue of Life.